# The Clean Up (film 1921)
The Clean Up è un cortometraggio muto del 1921 scritto e diretto da William H. Watson.

## Produzione
Il film fu prodotto dalla Century Film.

## Distribuzione
Distribuito dall'Universal Film Manufacturing Company, il film - un cortometraggio in due bobine - uscì nelle sale cinematografiche USA il 17 agosto 1921.